# Партеногенез

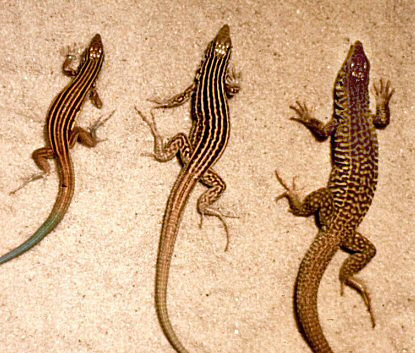
В центре вид Cnemidophorus neomexicanus, самка которого приносит потомство с помощью партеногенеза. Этот вид получился в результате естественного межвидового скрещивания двух видов: C. inornatus слева и C. tigris справа.

Партеногене́з (от др.-греч. παρθένος γένεσις — девственное зарождение, у растений — апоми́ксис, ἀπο- +μῖξις, несмешение) — так называемое «однополое размножение» или «девственное размножение» — одна из форм полового размножения организмов, при которой женские половые клетки (яйцеклетки) развиваются во взрослом организме без оплодотворения. Хотя партеногенетическое размножение не сопровождается слиянием мужских и женских гамет, партеногенез всё же считается половым размножением, так как организм развивается из половой клетки. Считается, что партеногенез возник в процессе эволюции раздельнополых форм.
В тех случаях, когда партеногенетические виды представлены (всегда или периодически) только самками, одно из главных биологических преимуществ партеногенеза заключается в ускорении темпа размножения вида, так как все особи подобных видов способны оставить потомство. Такой способ размножения встречается у некоторых животных, хотя чаще среди относительно примитивных организмов. В тех случаях, когда из оплодотворённых яйцеклеток развиваются самки, а из неоплодотворённых — самцы, партеногенез способствует регулированию численного соотношения полов (например, у пчёл). Часто партеногенетические виды и расы являются полиплоидными и возникают в результате отдалённой гибридизации, обнаруживая в связи с этим гетерозис и высокую жизнеспособность.
Партеногенез следует относить к половому размножению и следует отличать от бесполого размножения, которое осуществляется при помощи соматических органов и клеток (размножение делением, почкованием и т. п.).

## Классификации типов партеногенеза
Существует несколько классификаций партеногенетического размножения.
1. По способу размножения
  - Естественный — нормальный способ размножения некоторых организмов в природе.
  - Искусственный — вызывается экспериментально действием разных раздражителей на неоплодотворённую яйцеклетку, в норме нуждающуюся в оплодотворении.
2. По полноте протекания
  - Рудиментарный (зачаточный) — неоплодотворённые яйцеклетки начинают деление, однако зародышевое развитие прекращается на ранних стадиях. Вместе с тем в некоторых случаях возможно и продолжение развития до конечных стадий (акцидентальный или случайный партеногенез).
  - Полный — развитие яйцеклетки приводит к формированию взрослой особи. Эта разновидность партеногенеза наблюдается во всех типах беспозвоночных и у некоторых позвоночных.
3. По способу восстановления диплоидности
  - Амейотический — развивающиеся яйцеклетки не проходят мейоз и остаются диплоидными. Такой партеногенез (например, у дафний) является разновидностью клонального размножения.
  - Мейотический — яйцеклетки проходят мейоз (при этом они становятся гаплоидными). Новый организм развивается из гаплоидной яйцеклетки (самцы перепончатокрылых насекомых и коловраток), или яйцеклетка тем или иным способом восстанавливает диплоидность (например, путём эндомитоза или слияния с полярным тельцем)
4. По наличию других форм размножения в цикле развития
  - Облигатный — когда он является единственным способом размножения
  - Циклический — партеногенез закономерно чередуется с другими способами размножения в жизненном цикле (например, у дафний и коловраток).
  - Факультативный — встречающийся в виде исключения или запасного способа размножения у форм, в норме двуполых.

## У животных
Способность к партеногенезу отмечена у турбеллярий, трематод, улиток, нематод, тихоходок, онихофор и других групп животных. Циклический партеногенез характерен для коловраток.

### У членистоногих
Способность к партеногенезу среди членистоногих имеют пауки, ракообразные и многие насекомые — тли, несколько видов тараканов, некоторые муравьи и многие другие социальные насекомые.
Среди ракообразных партеногенез отмечен у балянусов, щитней, голых жаброногов (артемии). Циклический или облигатный партеногенез характерен для всех ветвистоусых ракообразных (Cladocera). Дафнии, например, размножаются амейотическим партеногенезом. При благоприятных условиях у дафний появляются только самки. Если условия начинают меняться (высыхание водоема), из тех же яиц выводятся самцы, которые оплодотворяют самок. Самки откладывают яйца. Оплодотворенные яйца покоятся на дне водоёма и способны выдержать высыхание водоёма.
Среди членистоногих отмечен особый вид партеногенеза — педогенез, открытый в 1863 году русским учёным Николаем Петровичем Вагнером, опубликовавшим работу «Самопроизвольное размножение гусениц у насекомых», за которую он был удостоен Демидовской премии Академии наук. Среди насекомых педогенез встречается у жуков (Coleoptera, Micromalthus debilis), веерокрылых (Strepsiptera), бабочек-мешочниц (Psychidae) и галлиц (Cecidomyiidae). Также педогенез известен у некоторых морских ветвистоусых ракообразных (Cladocera).

#### Муравьи
У муравьёв телитокический партеногенез обнаружен у 8 видов и может быть разделён на 3 основных типа: тип A — самки производят самок и рабочих через телитокию, но рабочие стерильны и самцы отсутствуют (Mycocepurus smithii); тип B — рабочие производят рабочих и потенциальных самок через телитокию; тип C — самки производят самок телитокически, а рабочих — обычным половым путём, в то же время рабочие производят самок через телитокию. Самцы известны для типов B и C. Тип B обнаружен у Cerapachys biroi, двух мирмициновых видов, Messor capitatus и Pristomyrmex punctatus, и у понеринового вида Platythyrea punctata. Тип C обнаружен у муравьёв-бегунков Cataglyphis cursor и двух мирмициновых видов Wasmannia auropunctata и Vollenhovia emeryi.

#### Термиты
Бесполое размножение в виде телитокического партеногенеза обнаружено у 7 видов термитов, в том числе: Reticulitermes speratus, Zootermopsis angusticollis, Kalotermes ﬂavicollis, Biﬁditermes beesoni.

### У позвоночных
Партеногенез редок у позвоночных и встречается примерно у 70 видов, что составляет 0,1 % всех позвоночных животных. Например, существует несколько видов ящериц, в естественных условиях размножающихся партеногенезом (скальные ящерицы, комодские вараны). Партеногенетические популяции также найдены и у некоторых видов рыб, земноводных, птиц (в том числе кур). Среди млекопитающих cлучаи партеногенеза пока не известны.
Партеногенез у комодских варанов возможен потому, что оогенез сопровождается развитием полоцита (полярного тельца), содержащего удвоенную копию ДНК яйца; полоцит при этом не погибает и выступает в качестве спермы, превращая яйцеклетку в эмбрион.

## У растений
Аналогичный процесс у растений называется апомиксис. Он представляет собой размножение семенами, возникшими без оплодотворения: либо в результате разновидности мейоза, не уменьшающей число хромосом в два раза, либо из диплоидных клеток семязачатка. Так как у многих растений существует особый механизм: двойное оплодотворение, то у некоторых из них (например, у нескольких видов лапчатки) возможна псевдогамия — когда семена получаются с зародышем, развивающимся из неоплодотворённой яйцеклетки, но содержат триплоидный эндосперм, возникший в результате опыления и последующего тройного слияния:83.

## Индуцированный «партеногенез» млекопитающих
В начале 2000 гг. было показано, что обработкой in vitro ооцитов млекопитающих (крыс, макак, а затем и человека) либо предотвращением отделения второго полярного тельца при мейозе возможно индуцировать партеногенез, при этом в культуре развитие можно довести до стадии бластоцист. Полученные таким образом бластоцисты человека потенциально являются источником плюрипотентных стволовых клеток, которые могут быть использованы в клеточной терапии.
В 2004 году в Японии слиянием двух гаплоидных ооцитов, взятых у разных особей мыши, удалось создать жизнеспособную диплоидную клетку, деление которой привело к формированию жизнеспособного эмбриона, который, пройдя стадию бластоцисты, развился в жизнеспособную взрослую особь (см. Кагуя). Предполагается, что этот эксперимент подтверждает участие геномного импринтинга в гибели эмбрионов, образующихся из ооцитов, полученных от одной особи, на бластоцистарной стадии.